# 奇尔尼山 (亚戈迪纳)
奇尔尼山是塞尔维亚的山峰，位於該國中部，處於亚戈迪纳附近，處於首都貝爾格萊德東南面100公里，海拔高度707米，受亞熱帶濕潤氣候影響，山上設有滑雪場。